# كوريذوريس (كانتون)
كورّيذوريس (بالإسبانية: Corredores)‏ هو الكانتون العاشر في محافظة بونتاريناس في كوستاريكا. و يغطي الكانتون مساحة 620.60 كم مربع،
كما يقارب عدد سكانه 40,275 نسمة.
و تدعى مدينته الرئيسية بـسويذاد نييلي.
يشارك هذا الكانتون النخفض حدوده الشرقية مع بنما، و يشكل نهر كونتيه الحدود الغربية، و يحدده من الشمال سلسلة جبال فيلا سابوتيه.
تم تأسيس هذا الكانتون في 19 تشرين الأول 1973.

## المقاطعات
يتألف الكانتون من أربع مقاطعات و هي :
1. كورّيذور
2. لا كويستا
3. كانواس
4. لاوريل